# Бодри, Карл-Фридрих Петрович
Карл Петрович Бодри (нем. Karl Friedrich Beaudry; 12 ноября 1812, Москва — 8 декабря 1894) — русский живописец, последователь романтического академизма, один из первых выпускников московских Художественных классов — впоследствии Училища живописи, ваяния и зодчества, также ассоциируемый со школой Карла Брюллова; мастер городского пейзажа, также писал портреты, интерьерные и жанровые картины. Академик Императорской Академии художеств (с 1860).

## Биография
Получив основное образование в московских Художественных классах (1833—1839), был удостоен звания художника после его окончания. Некоторое время (с 1843) посещал в Санкт-Петербурге вольноприходящим учеником Императорскую Академию художеств в классе исторической живописи у К. П. Брюллова. Всю последующую жизнь Бодри жил в основном в Москве, где и создал свои основные произведения. Работал художник в различных жанрах, о чём может свидетельствовать перечень некоторых его работ: «Автопортрет» (1839), «Сельский вид» (1840), «Скульптор Витали за работой» (1841), «Кабинет П. Я. Чаадаева», «Мастерская скульптора Витали», «Портрет отца», «Москва. Вид Кривоколенного переулка летом 1848 года» (1848), «Москва. Застава у въезда в город» (1849). Мастерство Бодри к 1850-м годам возросло настолько, что он получил звание «назначенного в академики» (1857). Получил звание академика Императорской Академии художеств (1860) за представленную в Совет Академии художеств картину «Крестный ход у Благовещенского собора в Московском Кремле». Звание академика живописи в XIX веке было весьма почётным и приносило ощутимые материальные привилегии. И все же прежде всего оно свидетельствовало об определённом уровне мастерства художника. К.-Ф. Бодри выполнял свои произведения в те времена, когда русское искусство славилось именами своих живописцев. Безусловно, художник уступал многим из них. Он был надежным мастером «второго эшелона», о чём свидетельствуют его работы, находящиеся во многих музеях страны. 
Был похоронен на Введенском иноверческом кладбище; могила не сохранилась.

## Галерея
- Крестный ход у Благовещенского собора в Московском Кремле (1860). ГТГ
- Вид в Кремле (Архангельский и Благовещенский соборы) (1850). ГРМ
- Москва. Застава у въезда в город (1849). ВМП
- Сельский пейзаж с крестьянами (1845). ГТГ
- Сельский вид. ГТГ
- Вид села Измайлово (1830)
- Ивановская площадь в Москве
- Сухаревская площадь (1846). ГИМ
- Площадь Красных ворот
- Москва. Кривоколенный переулок (1843). ВМП
- Академия художеств. Галерея графа Кушелева-Безбородко
- Скульптор Иван Петрович Витали за работой (1841). ГРМ
- Пряха (1844)[5]
- Молодой музыкант в глубоких мыслях перед кремлёвскими стенами (1849)
- Вид в окрестностях Каменец-Подольска
- Пейзаж с водопадом (1840). ГРМ